# Aleksandra Mielnicka
Aleksandra Mielnicka (ur. 5 września 2004) – polska koszykarka, występująca na pozycji rozgrywającej, od 2021 zawodniczka 1KS Ślęzy Wrocław.

## Osiągnięcia
Stan na 7 maja 2024, na podstawie, o ile nie zaznaczono inaczej.

### Drużynowe

#### Seniorskie
3x3
- Uczestniczka rozgrywek Lotto 3x3 Ligi Kobiet (2023 – 6. miejsce)[3][4]

#### Młodzieżowe
3x3
- Uczestniczka:
  - młodzieżowych mistrzostw Polski 3x3 U–17 (2020 – 5. miejsce, 2021 – 11. miejsce)
  - turnieju eliminacyjnego do młodzieżowych mistrzostw Polski 3x3 U–17 (2021 – 1. miejsce)

### Indywidualne
- Zaliczona do I składy grupy B I ligi kobiet (2023)[5]
- Liderka w przechwytach II ligi (2022 – 3,67)[6]

### Reprezentacja
- Uczestniczka mistrzostw Europy:
  - U–20 (2023 – 11. miejsce)[7]
  - U–18 (2022 – 8. miejsce)[8]